# Ильковский сельсовет
Ильковский сельсовет — сельское поселение в Беловском районе Курской области Российской Федерации.
Административный центр — село Илек.

## История
Статус и границы сельского поселения установлены Законом Курской области от 21 октября 2004 года № 48-ЗКО «О муниципальных образованиях Курской области»

## Население
| 2002  | 2010  | 2012  | 2013  | 2014  | 2015  | 2016  |
| ----- | ----- | ----- | ----- | ----- | ----- | ----- |
| 752   | ↗1220 | ↘1137 | ↘1077 | ↘1055 | ↘1018 | ↘1013 |
| 2017  | 2018  | 2019  | 2020  | 2021  |       |       |
| ↘1004 | ↗1014 | ↘1005 | ↘984  | ↘913  |       |       |

## Состав сельского поселения
| № | Населённый пункт | Тип населённого пункта       | Население |
| - | ---------------- | ---------------------------- | --------- |
| 1 | Золотаревка      | деревня                      | ↘99       |
| 2 | Илек             | село, административный центр | ↘547      |
| 3 | Мальцевка        | деревня                      | ↘18       |
| 4 | Марьин           | хутор                        | ↘0        |
| 5 | Мокрушино        | село                         | ↘554      |
| 6 | Новоивановский   | хутор                        | ↘2        |